# Кроньауце
Кроньауце (латыш. Kroņauce) — населённый пункт в Терветском крае Латвии. Входит в состав Терветской волости. Находится у автодороги P103 (Добеле — Бауска). Расстояние до города Добеле составляет около 13 км. По данным на 2015 год, в населённом пункте проживало 538 человек. Есть начальная школа, библиотека, детский сад, медицинская практика, аптека, кафе, магазин, стадион и конный завод.

## История
Ранее село являлось центром поместья Ауце (Ауцгоф).
В советское время населённый пункт был центром Битского сельсовета Добельского района. В селе располагался колхоз «Тервете» (ныне агрофирма).